# Eric Rudolph
Eric Robert Rudolph (Merritt Island, 19 settembre 1966) è un terrorista statunitense, responsabile per l'attentato alle Olimpiadi di Atlanta 1996 e di altre azioni terroristiche negli Stati Uniti meridionali.
Gli attentati sono stati compiuti per supportare le campagne dell'associazione ultra-cristiana Christian Identity contro l'aborto e l'omosessualità. In tutto Rudolph è ritenuto responsabile di almeno tre uccisioni e centocinquanta feriti, cosa che lo ha portato a comparire nella lista dei dieci criminali fuggitivi più ricercati degli Stati Uniti. Nel 2005 è stato condannato a cinque ergastoli, in seguito a una confessione e al patteggiamento che gli ha evitato la pena di morte.

## Biografia
Nato a Merritt Island, Florida, nel 1966, perse il padre a soli quindici anni. Con la madre e i fratelli si trasferì quindi a Nantahala, un piccolo paese della Contea di Macon, in Carolina del Nord. La madre era una seguace del survivalismo, un movimento culturale nato durante la guerra fredda e caratterizzato dalla volontà di essere pronti per una catastrofe imminente.
Rudolph non riuscì a completare gli studi e trovò lavoro come carpentiere insieme a suo fratello. Riuscì a ottenere il GED (General Educational Development, un diploma parificato) nel 1984 e fu ammesso alla Western Carolina University di Cullowhee. Riuscì a frequentare solo due anni, per poi ritirarsi nell'agosto 1987 e arruolarsi nell'esercito, dove venne inviato al primo addestramento presso Fort Benning in Georgia. In seguito entrò nella 101ª Divisione aviotrasportata di stanza a Fort Campbell in Kentucky. Nel gennaio 1989 venne espulso dall'esercito dopo essere stato scoperto a fumare marijuana.
Tornato nella società civile, stabilì dei rapporti con un movimento ultracristiano militante, Christian Identity, gruppo che professava una militanza attiva e aggressiva, anche con tecniche di guerriglia, contro l'aborto e i diritti degli omosessuali. Rudolph riteneva che il governo fosse sottoposto a una "agenda omosessuale".

### L'attentato di Atlanta
Il 27 luglio 1996 Rudolph posizionò una bomba al Centennial Olympic Park di Atlanta, durante le Olimpiadi del 1996. La bomba venne scoperta da un guardiano, Richard Jewell, che cominciò a fare evacuare le persone. Tuttavia poco dopo l'ordigno esplose, uccidendo una donna, Alice Hawthorne, e ferendo 111 persone. Un'altra persona, il cameraman turco Melih Uzunyol, morì di infarto accorrendo sul posto.
Rudolph attribuì in seguito la causa dell'attentato alla volontà di colpire "gli ideali del socialismo globale", rappresentati dalle Olimpiadi e supportati dal "regime di Washington", "perfettamente espressi nella canzone Imagine di John Lennon, inno dei giochi del 1996". Nella dichiarazione Rudolph affermò che l'obiettivo era "confondere, fare arrabbiare e imbarazzare il governo di Washington agli occhi del mondo per il suo abominevole ruolo nella somministrazione dell'aborto su richiesta", e che l'obiettivo era "fare cancellare i Giochi, o almeno creare uno stato di insicurezza per svuotare le strade intorno all'evento, per colpire i grandi capitali investiti".
Nessuna delle proposizioni di Rudolph si avverò: nessun evento fu cancellato e le presenze non ebbero cali. Subito dopo l'attentato venne indagato il guardiano che aveva scoperto la bomba, accusato di averla messa di proprio pugno per guadagnarsi fama. Rudolph stesso scagionò Jewell, che diventò un esempio di fallimento dell'FBI.

### Altri attentati
Rudolph confessò anche una serie di altri attentati, tutti realizzati con tubi bomba, caricati con dinamite e chiodi. Tra questi una bomba in una clinica abortista di Sandy Springs, Atlanta, il 16 gennaio 1997, in un bar per lesbiche di Atlanta il 21 febbraio successivo, che causò il ferimento di cinque persone, e in un'altra clinica a Birmingham, Alabama, il 29 gennaio 1998. Quest'ultimo attentato causò una vittima e un ferito grave. Rudolph venne identificato come responsabile della bomba di Birmingham il 14 febbraio successivo e il suo nome venne inserito tra i sospetti delle altre aggressioni simili il 14 ottobre.
Il 5 maggio 1998 fu inserito nella lista dei "dieci fuggitivi più ricercati degli anni novanta" stilata dall'FBI, venendo classificato come "estremamente pericoloso", e fu stabilita una taglia di un milione di dollari sulla sua cattura. La caccia all'uomo lo spinse a fuggire sui Monti Appalachi, dove sopravvisse nascosto per cinque anni grazie alle tecniche di sopravvivenza apprese dalla madre, forse con l'aiuto di militanti locali e sicuramente godendo della simpatia degli abitanti della zona e di numerosi altri gruppi cristiani.
Rudolph ebbe anche l'aiuto della propria famiglia, che lo riteneva innocente. La famiglia venne posta sotto sorveglianza: il 7 marzo 1998 il fratello maggiore di Eric Rudoplh, Daniel, si filmò con una videocamera mentre si tagliava da solo una mano con una sega circolare. Daniel affermò di volere "mandare un messaggio all'FBI e ai media". La mano venne in seguito riattaccata dai chirurghi in ospedale.

### L'arresto
Scoperto e arrestato il 13 maggio 2003 a Murphy, Carolina del Nord, da un poliziotto locale mentre era alla ricerca di cibo nei rifiuti di un supermercato, non oppose resistenza alla cattura. Era in buone condizioni di salute, rasato e curato: probabilmente era stato ospitato da qualcuno dei suoi sostenitori durante la fuga. Venne consegnato all'FBI il 14 ottobre 2003.
Nonostante il suo antisemitismo Rudolph fu difeso dall'avvocato Richard S. Jaffe, di origine ebraica. L'8 aprile 2005 il Department of Justice annunciò che Rudolph aveva confessato il suo ruolo in tutti gli attentati pur di sfuggire alla pena di morte: Rudolph consentì all'FBI di trovare altri 113 kg di dinamite nascosti nelle foreste della Carolina del Nord, confermando i fatti raccontati. Il 13 aprile ripeté la confessione di fronte a un tribunale e fece un comunicato portando le proprie motivazioni degli attentati, compiuti in favore delle cause antiabortista e antiomosessuale.
La confessione venne definita "una scelta puramente tattica" per evitare la pena di morte, "che non giustifica in alcun modo l'autorità del governo a giudicarmi o a darmi colpe". Secondo l'accordo Rudolph avrebbe ricevuto quattro ergastoli. Il 18 luglio 2005 venne condannato a due ergastoli senza possibilità di commutazione per l'assassinio di un poliziotto nel 1998. Ricevette anche tre ergastoli per gli altri attentati e venne inviato al penitenziario di massima sicurezza di Florence, in Colorado, con il numero #18282-058.